# خود-انرژی
در فیزیک نظری و نظریه میدانهای کوانتومی، خود-انرژی {\displaystyle \Sigma } (به انگلیسی: Self-energy) یک ذره، بخشی از انرژی کل، یا جرم مؤثر ذره است که از اندرکنش میان ذره و سیستمی که ذره جزئی از آن است، حاصل می‌شود.
برای مثال در الکتروستاتیک، خود انرژی یک توزیع بار داده شده انرژی لازمی که برای چیدن بارها از بینهایت است، به طوری که نیروی الکتریکی به صفر میل می‌کند.